# HD 95086 b
HD 95086 b — подтвержденная экзопланета (газовый гигант) в планетной системе молодой звезды HD 95086, удаленной на 300 световых лет от Земли в направлении созвездия Киль. Масса планеты HD 95086 b оценивается в 4,5 ± 0,5 массы Юпитера. Планета вращается вокруг молодой звезды HD 95086 на расстоянии примерно в 56 a. e., что вдвое больше расстояния от Солнца до Нептуна.
Материнская звезда принадлежит к спектральному классу A8 III, имеет оцененный возраст не более 17 млн лет, массу около 1,6 солнечных масс и окружена протопланетным диском, который был обнаружен в этой системе в субмиллиметровом диапазоне волн.

## Обнаружение экзопланеты
Планета была обнаружена методом прямого наблюдения с помощью Очень большой телескопа (Very Large Telescope), принадлежащего ESO (Европейской южной обсерватории) и расположенного в пустыне Атакама на территории Чили.   
Впервые замечена на снимках, полученных на волне 3.8 мкм  в январе 2012 года, и подтверждена в марте 2013 года, в обоих случаях с помощью камеры L27. На первых снимках, полученных в ближнем инфракрасном диапазоне, экзопланета выглядела тусклой точкой на небольшом угловом расстоянии 623,9 ± 7,4 угловых миллисекунд от звезды HD 95086.   

## Образование планеты
Как и все газовые гиганты, HD 95086 b образовалась из протопланетного диска, окружающего звезду, однако расположение планеты на достаточном удалении от материнской звезды ставит вопросы об её образовании. Если планета имеет твёрдое ядро, то, вероятнее всего, оно могло образоваться из скальных обломков, которыми изобилует любой протопланетный диск. Позже это ядро стало аккумулировать газ, и, как следствие, это привело к образованию плотной атмосферы.  
Астрономы не исключают вариант гравитационной неустойчивости протопланетного диска, в котором мог сформироваться газовый сгусток, превратившийся позже в планету. В таком случае, своим строением HD 95086 b должен больше напоминать Юпитер, по современным представлениям, не имеющий оформленного скального ядра. 